# Straßburg: von der Grande-Île zur Neustadt, eine europäische Stadtszenerie
Straßburg: von der Grande-Île zur Neustadt, eine europäische Stadtszenerie ist eine von der UNESCO gelistete Stätte des Weltkulturerbes in der Stadt Straßburg in Frankreich.  1988 wurde zunächst nur die mittelalterliche Altstadt auf der Grande Île in die Welterbeliste eingetragen, 2017 wurde die Stätte um die Neustadt aus dem späten 19. Jahrhundert erweitert.

## Hintergrund
Straßburg liegt am linken Ufer des Oberrheins. Die Stadt geht auf ein im Jahre 12 v. Chr. gegründetes römisches Militärlager namens Argentoratum zurück. Im 4. Jahrhundert wurde sie Bischofssitz. Im Mittelalter gehörte die Stadt als Freie Reichsstadt zum Heiligen Römischen Reich, 1681 wurde sie durch Frankreich besetzt, das den Rhein als seine natürliche Grenze ansah. Nach dem Deutsch-Französischen Krieg wurde Straßburg 1871 als Hauptstadt des Reichslandes Elsaß-Lothringen Bestandteil des neu gegründeten Deutschen Reiches, bis es 1919 nach dem Ersten Weltkrieg im Friedensvertrag von Versailles wieder Frankreich zugesprochen wurde.
Die Lage im Grenzgebiet zwischen dem deutschen (germanischen) und französischen (romanischen) Sprach- und Kulturraum und der mehrmalige Wechsel zwischen den beiden Mächten hat die Entwicklung des Stadtbilds Straßburgs über Jahrhunderte geprägt.

## Eintragung
Strasbourg – Grande île wurde 1988 aufgrund eines Beschlusses der 12. Sitzung des Welterbekomitees als Kulturerbestätte in die Liste des UNESCO-Welterbes eingetragen. Die Eintragung erfolgte aufgrund der Kriterien (i), (ii) und (iv). Zusammenfassend heißt es dazu:

„Umgeben von zwei Armen des Flusses Ill ist die Grande Île (Große Insel) das historische Zentrum der elsässischen Hauptstadt. Sie enthält einen herausragenden Komplex von Baudenkmälern in einem ziemlich kleinen Bereich. Die Kathedrale, die vier alten Kirchen und der Palais Rohan, die ehemalige Residenz der Fürstbischöfe, bilden – weit davon entfernt, isolierte Denkmäler zu sein – einen Bezirk, der für eine mittelalterliche Stadt charakteristisch ist und die Entwicklung Straßburgs vom 15. bis zum 18. Jahrhundert veranschaulicht.“

Auf der 41. Sitzung 2017 wurde die Welterbestätte um die Straßburger Neustadt erweitert und der Titel zu Straßburg: von der Grande-Île zur Neustadt, eine europäische Stadtszenerie geändert. Zusammenfassend heißt es dazu:

„Die Neustadt orientiert sich bei der städtebaulichen Gestaltung zum Teil am Haussmannschen Vorbild und nimmt dabei eine architektonische Formensprache germanischer Inspiration an. Dieser doppelte Einfluss hat es ermöglicht, einen für Straßburg spezifischen städtischen Raum zu schaffen, in dem sich die Sichtwinkel, die um die Kathedrale herum geschaffen wurden, zu einer einheitlichen Landschaft um die Flüsse und Kanäle herum öffnen.“

Die erweiterte Stätte ist gemäß den Kriterien (ii) und (iv) eingetragen.

„(ii): Französische und germanische Einflüsse haben die Grande-Île und die Neustadt geprägt. Sie haben es ermöglicht, dass aus beiden Kulturen eine einzigartige Ausdrucksweise entsteht, die vor allem in den Bereichen Architektur und Städtebau zum Ausdruck kommt. Die Kathedrale, beeinflusst von der romanischen Kunst des Ostens und der gotischen Kunst des Königreichs Frankreich, ist auch von Prag inspiriert, insbesondere für den Bau des Turms. Es ist ein Modell, das als Überträger der gotischen Kunst in den Osten fungierte. Die Neustadt, eine moderne, von Haussmannschen Einflüssen geprägte Stadt und ein Modell des Städtebaus, verkörpert auch die Theorien von Camillo Sitte.“

„(iv): Die Grande-Île und die Neustadt in Straßburg bilden ein charakteristisches Beispiel für eine europäische Rheinlandstadt. In einer Art und Weise, die den alten Originalstoff respektiert, in ein mittelalterliches Stadtgefüge integriert bilden die zwischen dem 15. und dem späten 17. Jahrhundert errichteten Privatresidenzen im Renaissancestil ein einzigartiges Ensemble rheinischer Hausarchitektur, das sich von der herausragenden gotischen Kathedrale nicht trennen lässt. Im 18. Jahrhundert dominierte die französische klassische Architektur, wie sie beispielhaft im Palais Rohan verwirklicht ist, das von Robert de Cotte, dem Architekten des Königs, erbaut wurde. Ab 1871 wurde das Gesicht der Stadt durch den Aufbau eines ehrgeizigen städtebaulichen Projekts tiefgreifend verändert, was zur Entstehung einer modernen, funktionalen Stadt führte, die symbolisch für den technischen Fortschritt und die hygienistische Politik wurde, die an der Wende vom 19. zum 20. Jahrhundert aufkamen. Die privaten und öffentlichen Gebäude des städtischen Ensembles zeugen von einem politischen, sozialen und kulturellen Wandel, während sich der Status der Stadt von einer freien Stadt des Heiligen Römischen Reiches zu einer freien Stadt des Königreichs Frankreich wandelte, bevor sie zur regionalen Hauptstadt wurde.“

## Umfang
Die Welterbestätte umfasst im Wesentlichen zwei Bereiche in der Innenstadt von Straßburg, die Grande-Île (Lage, Schutzbereich 94 ha ohne Pufferzone) und die Neustadt (Lage, Schutzbereich 89 ha, Pufferzone 708 ha).

### Grande-Île
Grande-Île (Große Insel) ist die Altstadt von Straßburg. Sie liegt auf einer Insel zwischen zwei Armen des Flusses Ill, woher sie auch ihren Namen hat. Die Insel ist etwa 1,25 km lang und bis zu 750 m breit. Auf der Insel liegen der Kléberplatz mit der klassizistischen ehemaligen Hauptwache Aubette, das gotische Straßburger Münster, die Kathedrale des Erzbistums Straßburg, und vier weitere mittelalterliche Kirchen. Zu den hôtel particulier genannten Stadtpalais auf der Insel zählen unter anderen das Palais Rohan, das Hôtel de Hanau (seit 1805 Rathaus der Stadt), das Hôtel des Deux-Ponts, Sitz des Militärgouverneurs, und das Erzbischöfliche Palais.

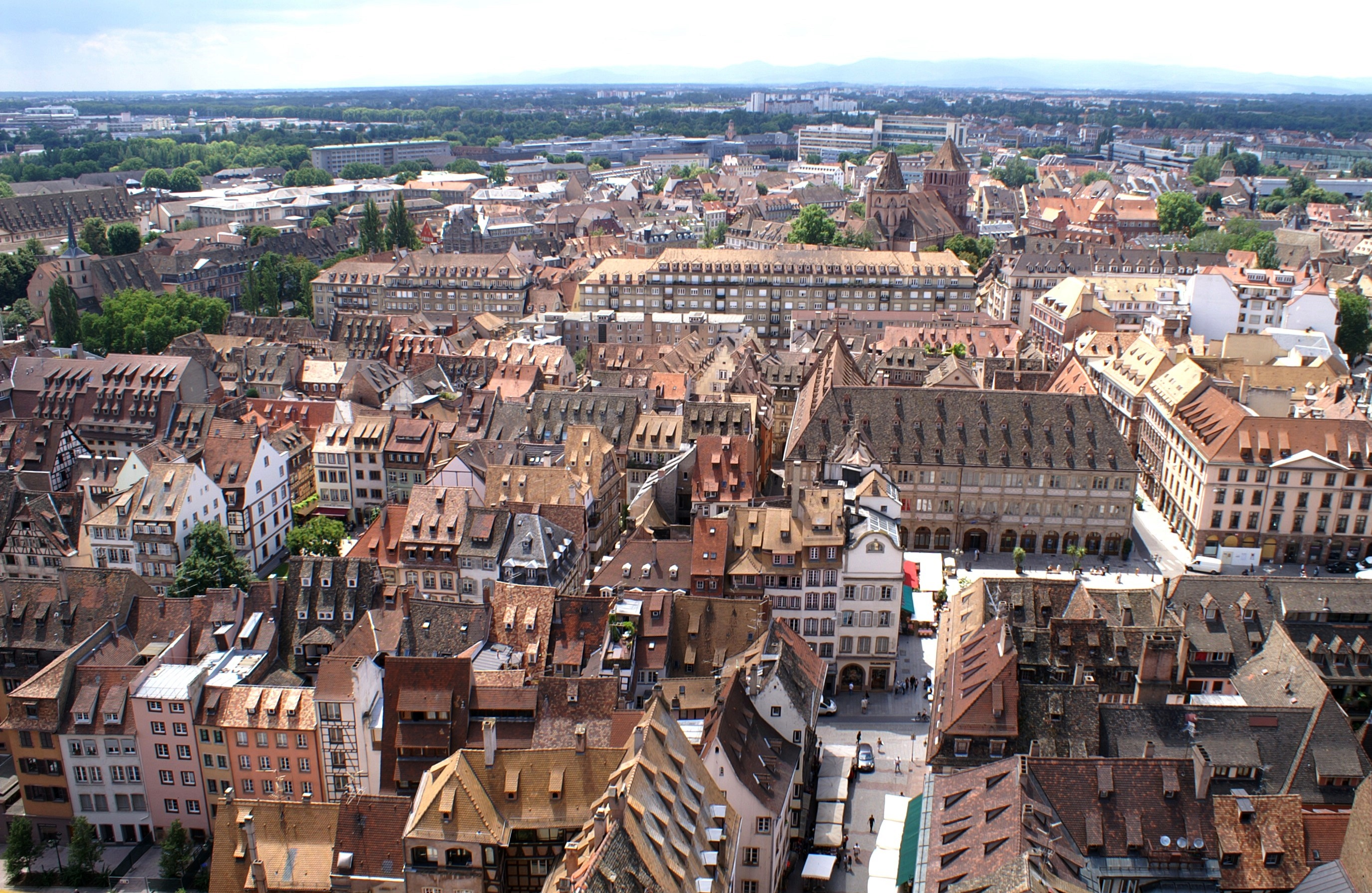
Überblick
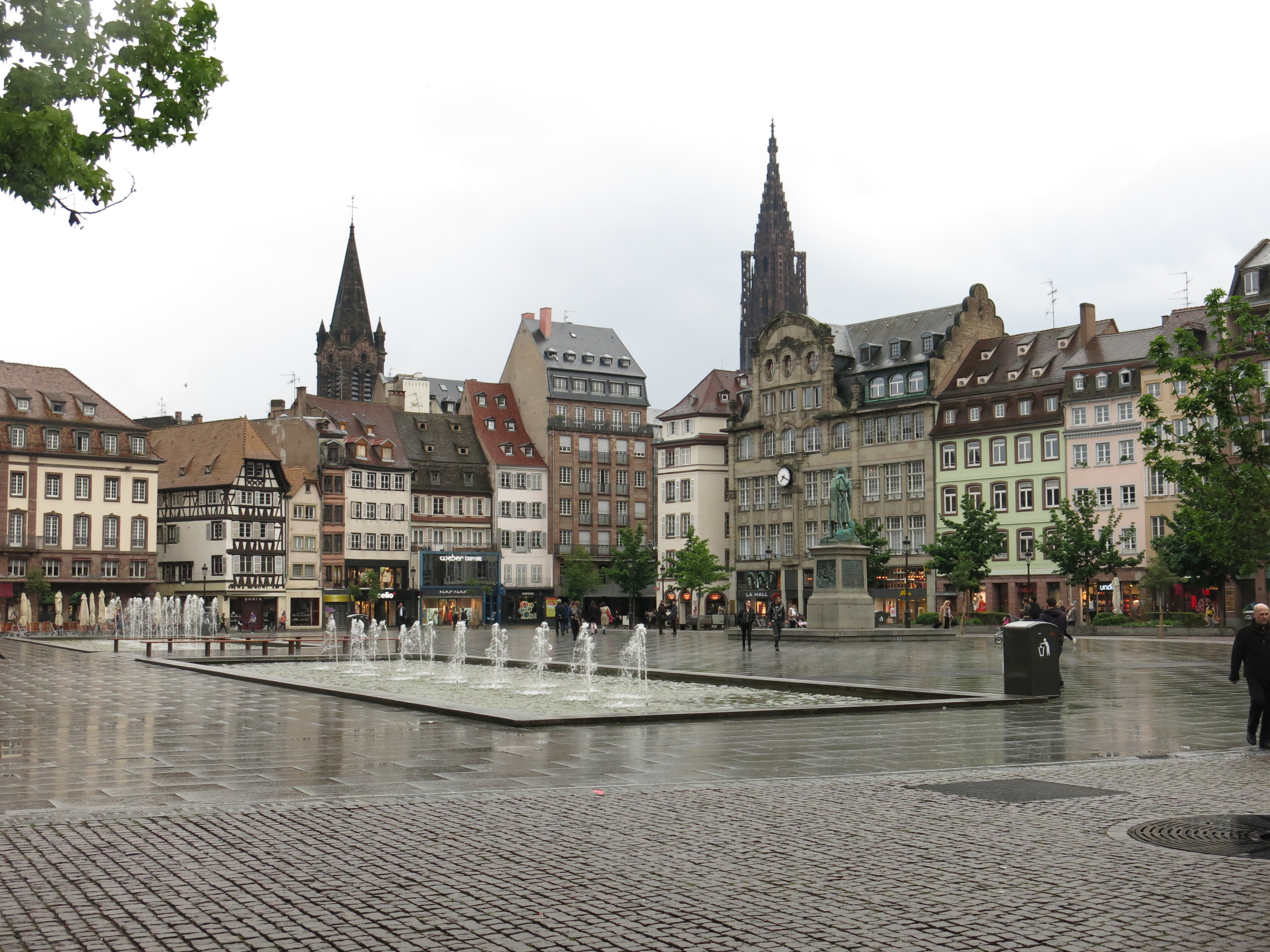
Kléberplatz
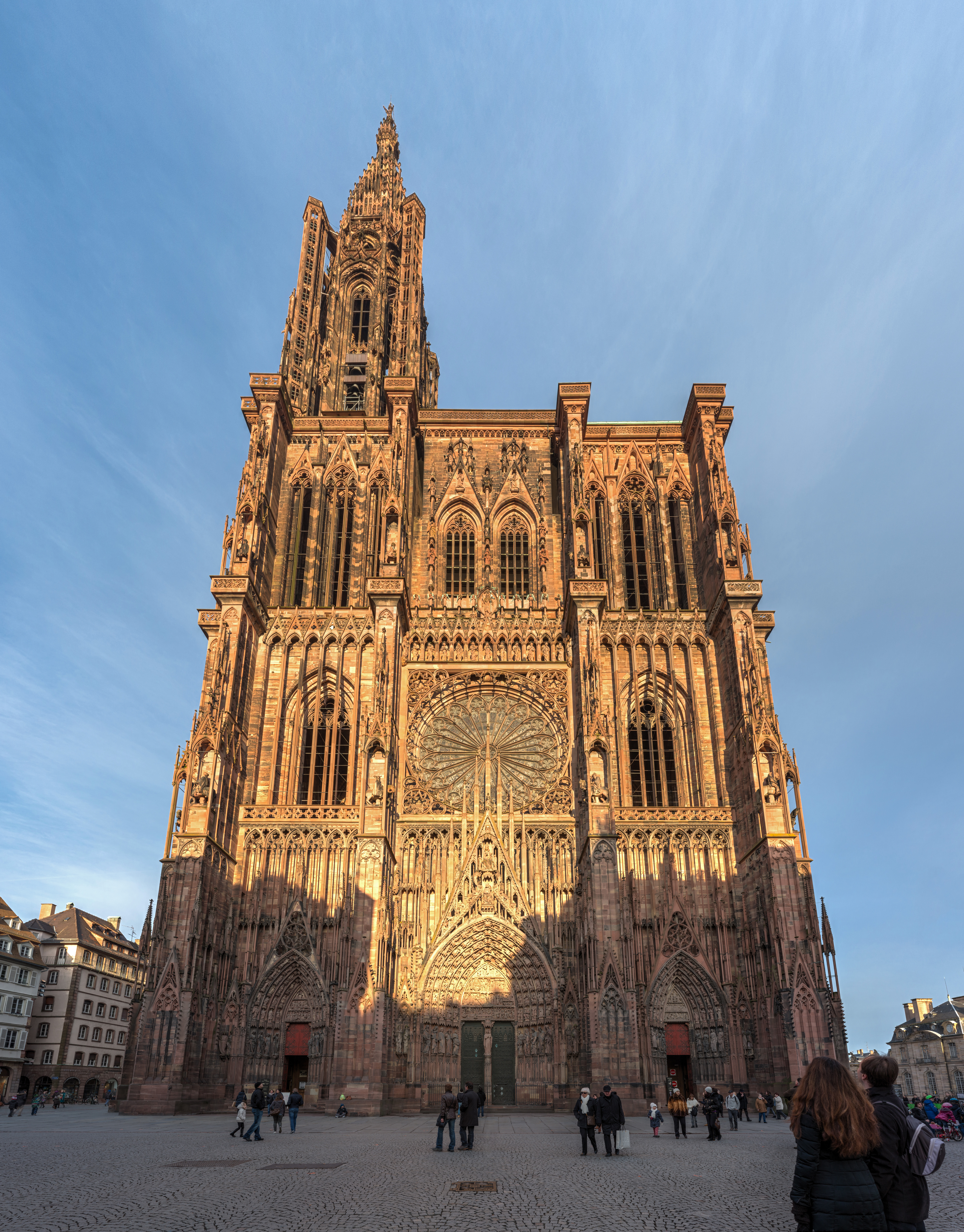
Münster
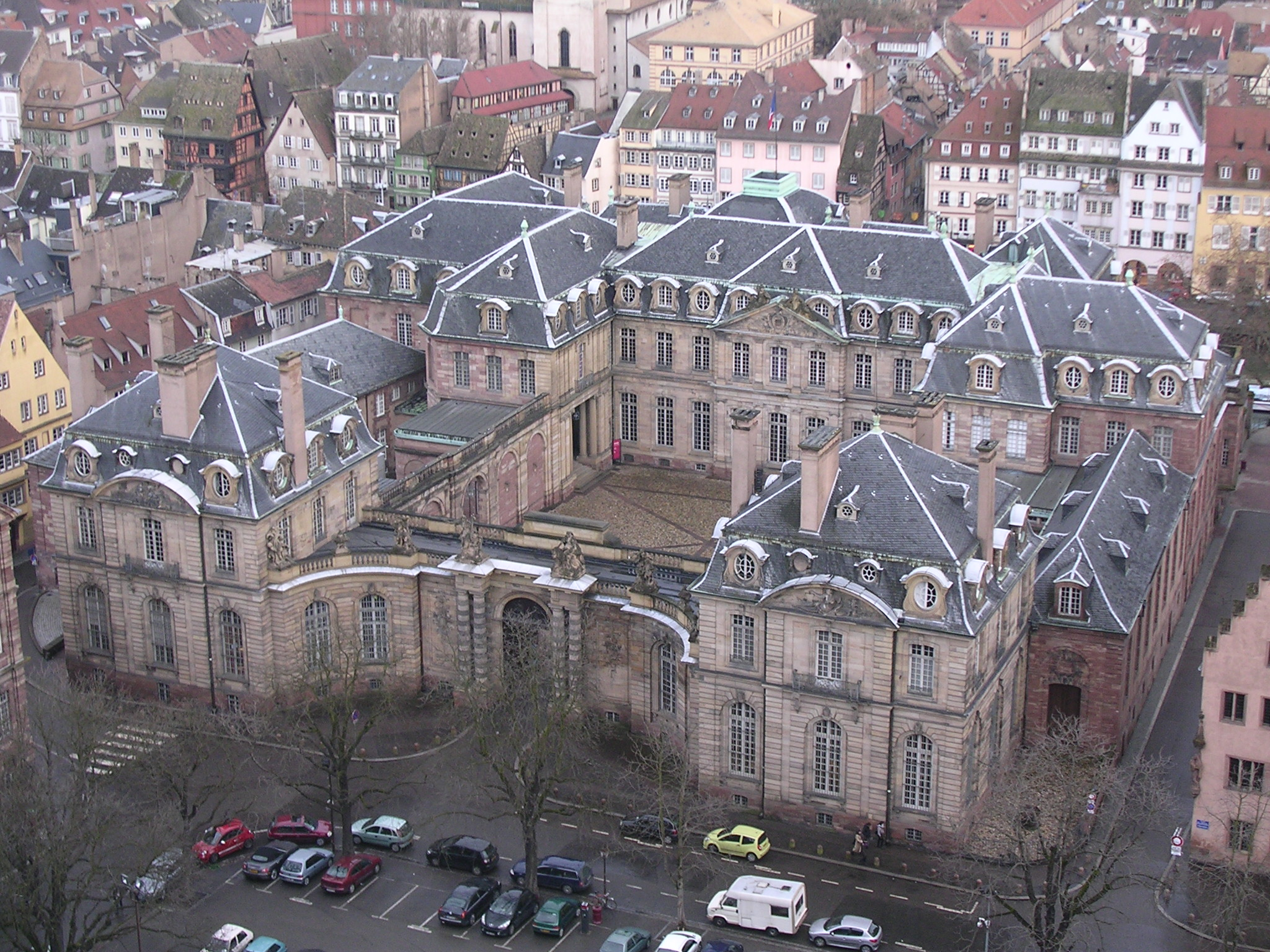
Palais Rohan (2009)
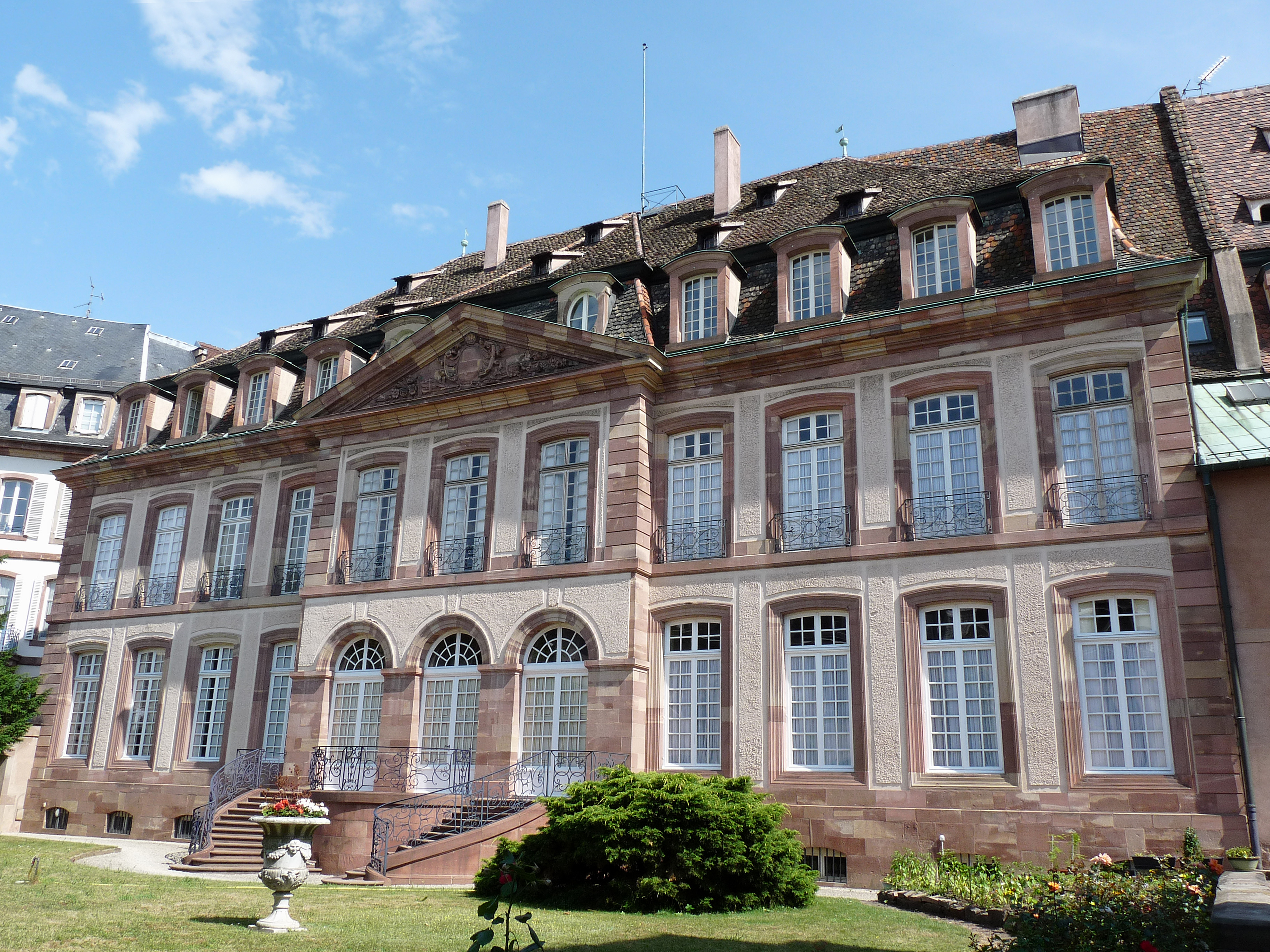
Erzbischöfliches Palais

### Neustadt
Straßburgs Neustadt wurde im 19. Jahrhundert errichtet, als Straßburg unter deutscher Verwaltung stand. Sie schließt nordöstlich an die Grande-Île an und ist über Brücken mit ihr verbunden. Hauptachse ist die Avenue de la Liberté (Freiheitsstraße) vom Place de la République (Kaiserplatz) mit dem Palais du Rhin (ehemaliger Kaiserpalast), dem Nationaltheater (ehemaliges Landtagsgebäude) und der National- und Universitätsbibliothek zum Place de l’Université mit dem Universitätspalast (Palais universitaire). Vorherrschender Baustil ist der Historismus, spätere Gebäude sind auch im Art-Nouveau-Stil errichtet. Neben der Hauptachse steht an der Spitze einer Flussinsel die neugotische Paulskirche (Saint-Paul).

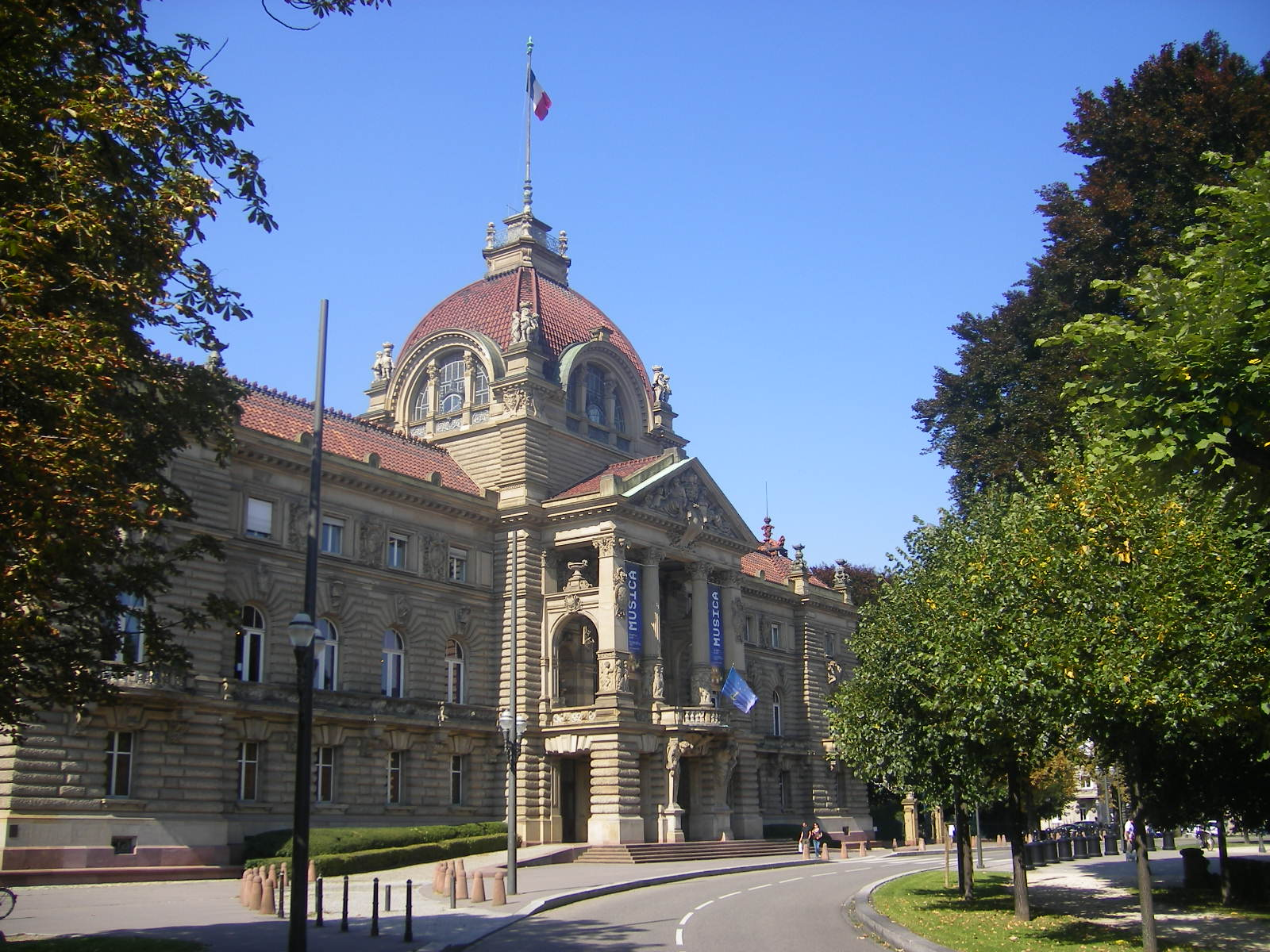
Palais du Rhin
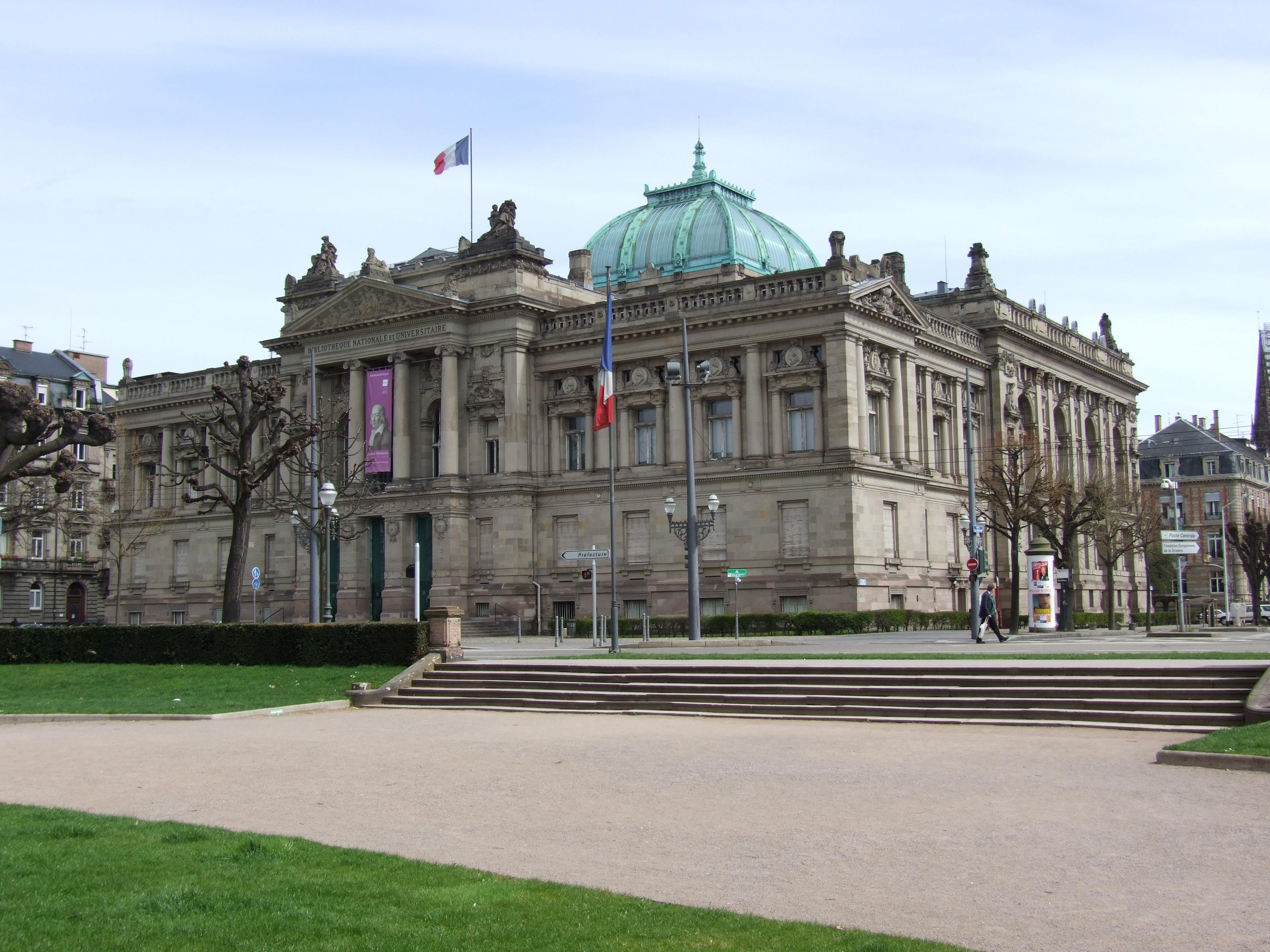
Nationalbibliothek
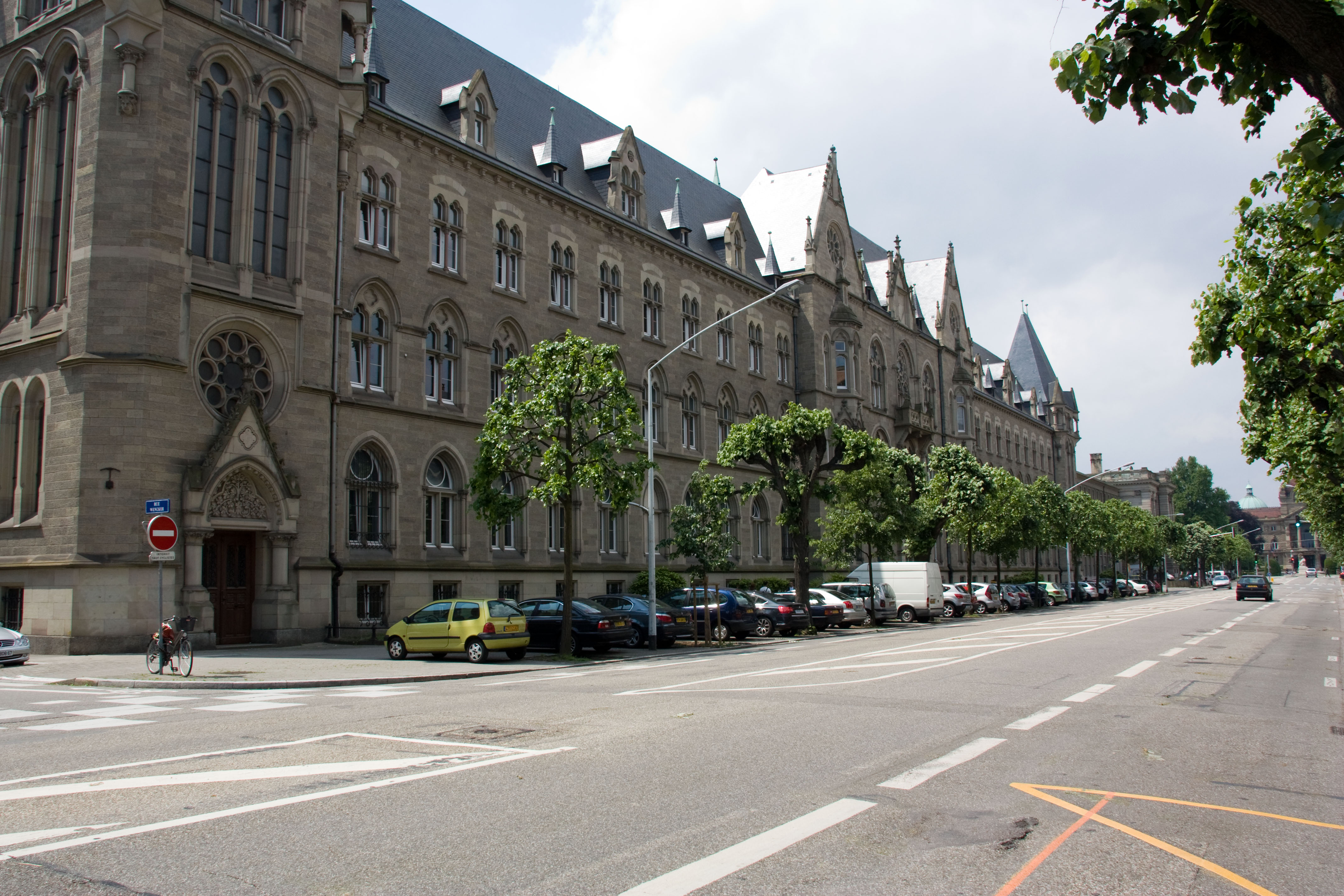
Avenue de la Liberté
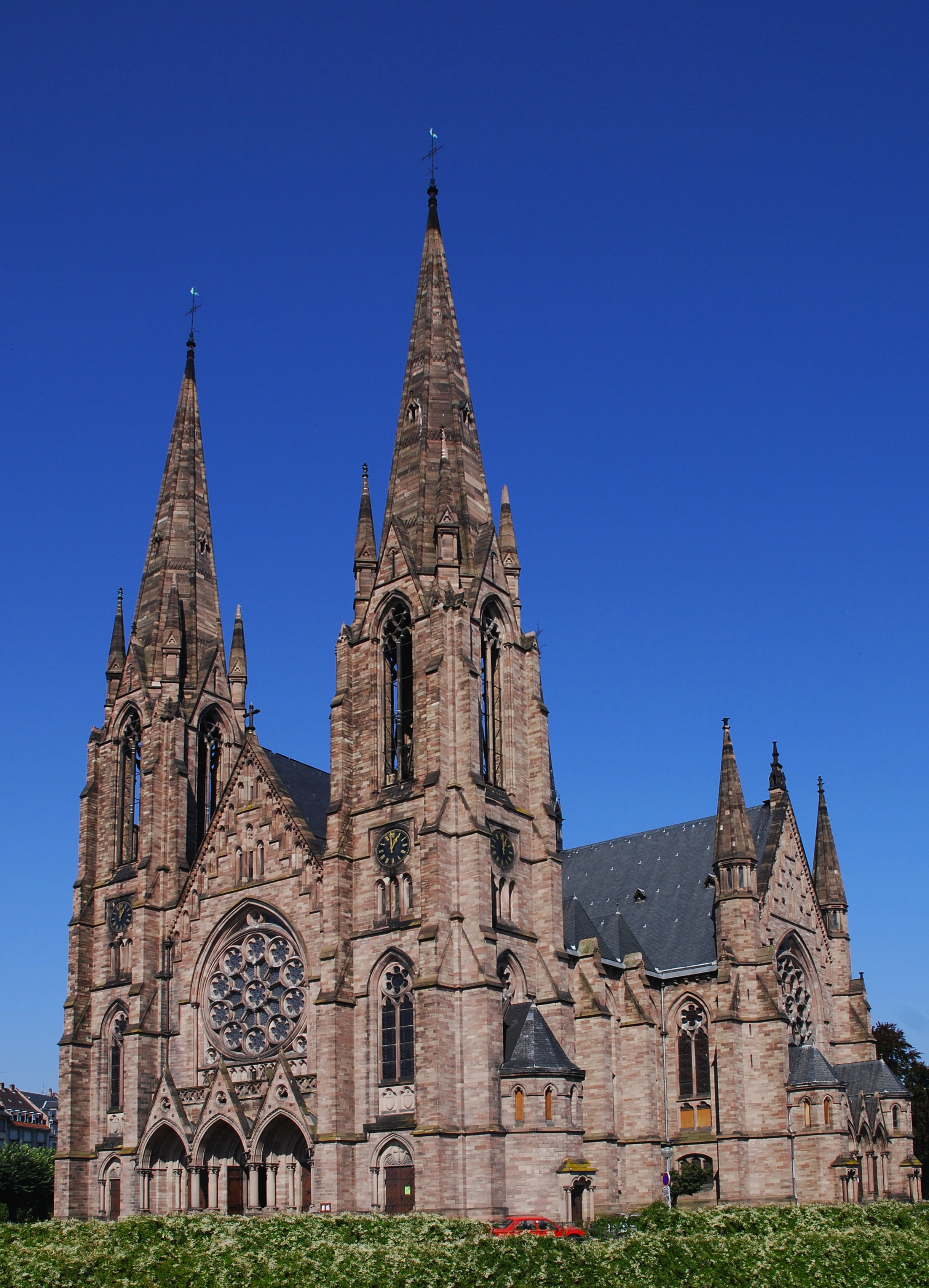
Paulskirche
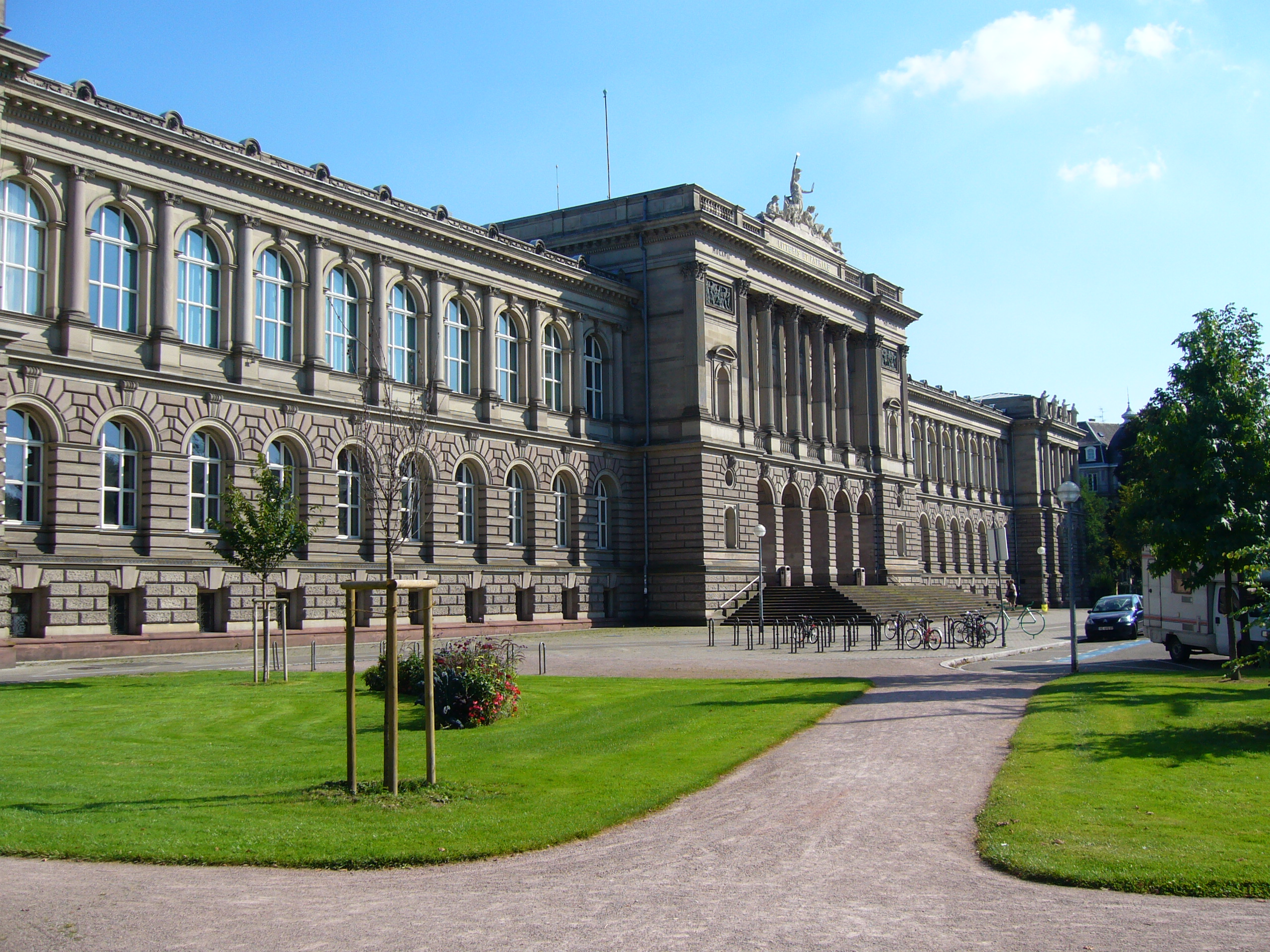
Universitätspalast